# Fradique Coutinho (métro de São Paulo)
Fradique Coutinho (en portugais : Estação Fradique Coutinho) est une station de la ligne 4 - Jaune du métro de São Paulo. Elle est accessible par les rues dos Pinheiros et Fradique Coutinho, dans le quartier Pinheiros}, à São Paulo au Brésil.
La station mise en service en 2014, et exploitée par le concessionnaire ViaQuatro.

## Situation sur le réseau

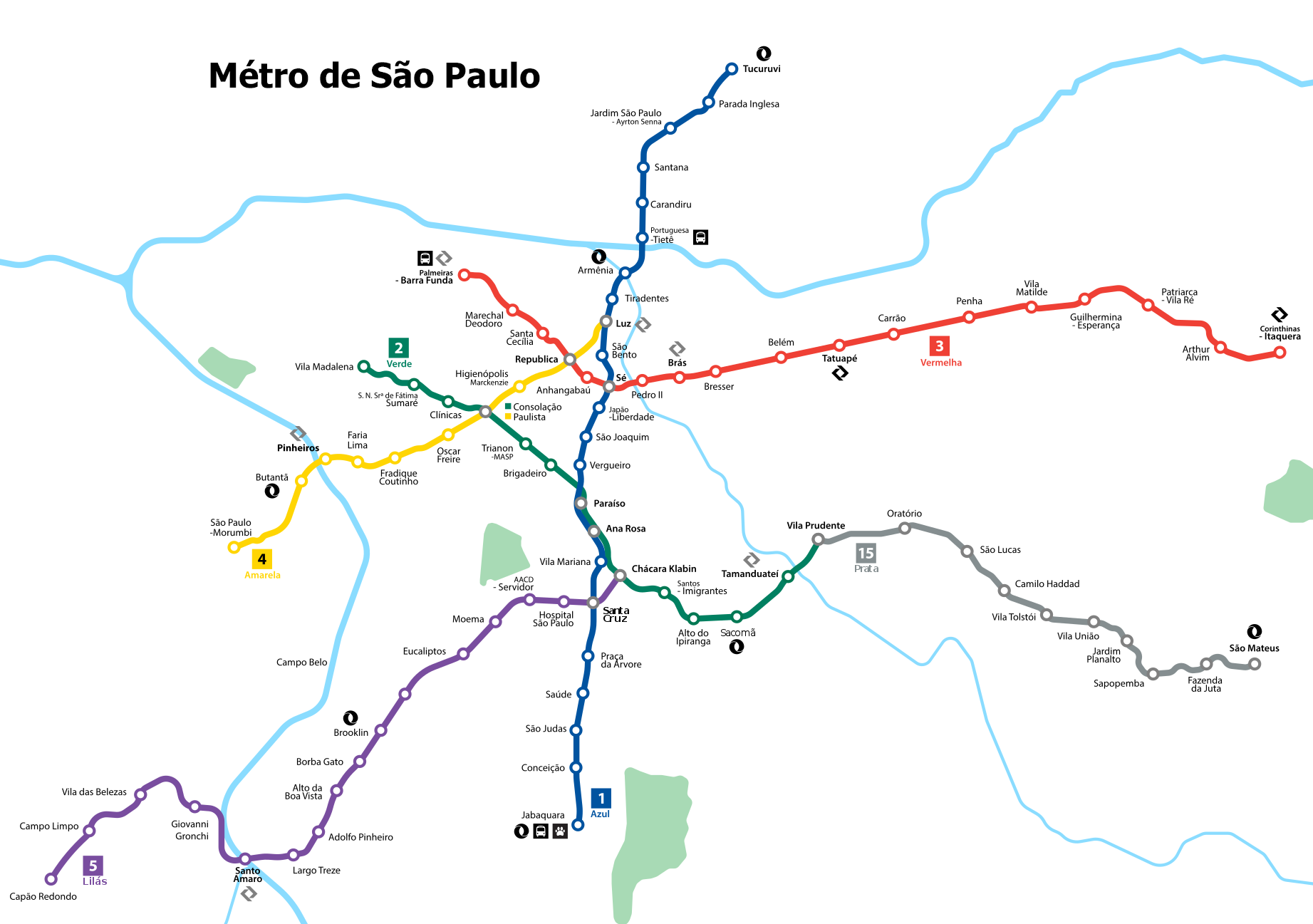
Plan du Métro de São Paulo 2020.

Établie en souterrain, la station Fradique Coutinho est située sur la ligne 4 du métro de São Paulo (Jaune), entre les stationsOscar Freire, en direction du terminus Luz, et Faria Lima, en direction du terminus Vila Sônia.

## Histoire
La station Fradique Coutinhoest mise en service, après de nombreux retards, le 15 novembre 2014. Établie à 16,16 mètres sous le niveau de la voie routière, la finition est en béton brut et verre, avec un sol en porcelaine et tactile. La surface construite est de 14 260 m2.

## Services aux voyageurs

### Accès et accueil
La station dispose de deux accès, par le n°628 de la rue dos Pinheiros, et par le n°28 de la rue Fradique Coutinho. Elle est accessible par les personnes à la mobilité réduite.

### Desserte
| Ligne                         | Terminus                  | Stations | Durée du voyage (min) | Intervalle entre les trains (min) | Opération                                                            |
| ----------------------------- | ------------------------- | -------- | --------------------- | --------------------------------- | -------------------------------------------------------------------- |
| Ligne 4 du métro de São Paulo | Luz ↔ São Paulo - Morumbi | 10       | 10                    | 2                                 | Tous les jours, de 4h40 à 0h. Les samedis, de 4h40 à 1h le dimanche. |

### Intermodalité
La station dispose d'un parc pour 86 vélos.